# Sungai Karangmumus
Sungai Karangmumus är ett vattendrag i Indonesien. Det ligger i den nordvästra delen av landet, 1 300 km nordost om huvudstaden Jakarta.